# 蘭利 (阿肯色州)
蘭利（英語：Langley）是位於美國阿肯色州派克縣的一個非建制地區。該地的面積和人口皆未知。

## 地理
蘭利的座標為34°03′49″N 93°32′37″W / 34.06361°N 93.54361°W，而該地的平均海拔高度為129米（即423英尺）。